# 葵勲章
葵勲章（あおいくんしょう）は、幕末に江戸幕府が作成を企図したとされる勲章。

## 概要
1867年のパリ万博開催にあたり、日本からは江戸幕府（日本大君政府）の他に薩摩藩（日本薩摩大守政府）や佐賀藩が出品・展示を行った。幕府の代表は、第15代将軍・徳川慶喜の実弟、徳川昭武である。
開催に先駆けて、薩摩藩は幕府よりもかなり早い段階から関係者をパリへ派遣し、現地の商人らと協力して準備を進めていた。薩摩藩が万博においてクローズアップされれば、フランスやヨーロッパ国際社会に対して、「日本という国はそれぞれの藩が独立して地方を分割統治する政体である（連邦的国家である）」というイメージを植えつけることができると考え、薩摩藩はそうした観点による幕府の権威低下を企図し「勲章外交」にも乗り出した。その際に作成されたのが前史的に「日本最初の勲章」として扱われる「薩摩琉球国勲章」であり、この勲章はおそらくフランスのレジオンドヌール勲章に倣い、各種の等級を持った本格的なものであったと目されている。
薩摩藩の独断専行に危惧した幕府は、対抗するべく早急に勲章の鋳造・発行を行うよう計画したが、実現を見ないままに大政奉還が行われて幕府は滅亡し、この勲章は幻のものとなった。
1997年、戸定歴史館（松戸市）主導により、「幻の葵勲章」が再現復刻（再現デザインが立体化）された。これは、日本近代史研究者の長谷川昇（元東海学園女子短大名誉教授）が1991年に『日本歴史』へ発表した研究に基づくもので、長谷川が新発掘した「葵勲章」制作に関する史料からデザイン画が描き起こされた。